# Gralf-Edzard Habben
Gralf-Edzard Habben (* 13. Juni 1934 in Moers; † 3. Mai 2018) war ein deutscher Bühnenbildner.

## Leben
Habben war der Sohn des Kaufmanns und Heraldikers Hermann Habben und seiner Frau Erika, geb. Manig.
Habben wurde zum Bühnenbildner in Krefeld und Toulouse ausgebildet. Er arbeitete seit den 1960er Jahren an Theatern in ganz Deutschland und schuf die Bühnenbilder für Inszenierungen von Regisseuren wie Kurt Hübner, Hansgünther Heyme, Valentin Jeker, Hans Lietzau und Claus Peymann. Auch für das Wuppertaler Tanztheater von Pina Bausch richtete er bereits die Bühne ein. Den italienischen Regisseur Roberto Ciulli lernte er bei einer Zusammenarbeit in Göttingen kennen. Gemeinsam mit dem Dramaturgen Helmut Schäfer gründeten sie 1981 das Theater an der Ruhr in Mülheim an der Ruhr. Das freie Theater, das sich vor allem auch aus Gastspielen finanzieren sollte, benötigte Bühnenbilder, die nicht nur inhaltlich und ästhetisch standhalten mussten, sondern sie sollten für jede Inszenierung auch praktisch in einen einzigen Container passen. Neben der Arbeit an den Bühnenbildern für Roberto Ciulli entwarf Gralf-Edzard Habben auch die Plakate und gestaltete die Programmhefte für das Theater. Habben gehörte ebenso wie Ciulli und Schäfer bis zu seinem Tod 2018 zur Leitung des Theaters.
Sein Sohn Habakuk Habben macht unter dem Pseudonym TAMI Musik.